# Podelmis quadriplagiata
Podelmis quadriplagiata is een keversoort uit de familie beekkevers (Elmidae). De wetenschappelijke naam van de soort werd in 1859 gepubliceerd door Victor Ivanovitsch Motschulsky.